# Президент Индии
Президент Индии, или Раштрапати (хинди राष्ट्रपति भारत गणराज्य (Rāṣṭrapati Bhārat gaṇarājya) или भारय के राष्ट्रपति (Bhārat ke Rāṣṭrapati), владыка царства) — глава Республики Индия, первый гражданин Индии, а также Верховный главнокомандующий индийскими вооружёнными силами. По конституции президент обладает значительной властью, но на практике, за рядом исключений, большинство властных полномочий осуществляется правительством Индии во главе с премьер-министром. Президент, по большей части, выполняет представительские функции, лишь формально утверждая постановления правительства. В ряде случаев он вправе распустить законодательные собрания штатов, а также обладает правом помилования осуждённых.
Согласно Конституции, президент избирается коллегией выборщиков, состоящей из членов обеих палат федерального парламента (Лок Сабха и Раджья Сабха), а также членов Видхан Сабха — нижних палат законодательных ассамблей штатов и территорий (или единственных палат в случае однопалатных ассамблей).

## История
При обретении независимости в августе 1947 года Индия стала британским доминионом во главе с королём Георгом VI (до того — последним императором Индии), которого представлял генерал-губернатор. Однако немедленно было созвано Конституционное собрание Индии (англ. Constituent Assembly of India) для подготовки новой конституции. Конституция Индии была одобрена 26 ноября 1949 года и вступила в действие 26 января 1950 года. Индия официально стала республикой в составе британского Содружества и главой государства стал президент, к которому перешли основные полномочия генерал-губернатора. Первым президентом был избран Раджендра Прасад.

## Обязанности и полномочия
Президент Индии является символом нации и осуществляет в основном представительские функции, как и монарх по британской конституции. Индия является парламентской республикой, то есть всю полноту власти имеет парламент. Система государственной власти Индии следует Вестминстерской системе — согласно обычаю, министрами в Кабинет (правительство) назначаются члены нижней палаты парламента. Премьер-министром становится лидер партии или коалиции, имеющей большинство в нижней палате, и таким образом он обладает всей полнотой исполнительной и в значительной мере законодательной власти.
Президент приносит клятву защищать Конституцию и законодательство Индии. Он является номинальным главой законодательной, исполнительной и судебной власти и имеет право давать распоряжения и рекомендации (гл. 3, 111, 274 и т. д.) и осуществлять общее руководство (гл. 74(2), 78C, 108, 111 и т. п.) в целях защиты конституционного строя.
Полномочия Президента Индии ограничены в сравнении с полномочиями главы государства в полупрезидентских республиках:
- хотя президент вправе не одобрить принятый закон и вернуть его для повторного рассмотрения в парламент, если этот закон будет снова поставлен на голосование и принят простым большинством, он вступает в действие без одобрения президента.
- хотя все распоряжения правительства даются от имени президента, он действует исключительно «по совету» премьер-министра; президент не имеет права изменить решение премьер-министра, кроме случаев явного несоответствия конституции.
- право на помилование в случае смертной казни (которая назначается в редчайших случаях) имеет только Верховный суд.

### Законодательные
Законодательная власть Президента осуществляется Парламентом Индии (ст. 78, 86 и т.д). Президент созывает обе палаты и может досрочно распустить нижнюю палату. Президент обращается к Парламенту после всеобщих выборов и на открытии первой сессии в текущем году (ст. 87(1)). Законы вступают в действие после одобрения Президента (ст. 111); он имеет право не дать одобрение либо вернуть закон на повторное рассмотрение. Однако Президент безусловно обязан одобрить любые законы о бюджете, а также поправки в Конституцию (ст. 368(2)). Президент может обратиться в Верховный суд за консультаций о конституционности предложенного закона (ст. 163).
Если Парламент находится на каникулах, в исключительных и безотлагательных случаях Президент может по рекомендации правительства издавать распоряжения, имеющие силу временного законодательного акта, в целях поддержания конституционного строя. Такие распоряжения действуют не более шести недель после открытия очередной сессии парламента, если только они не были одобрены парламентом до этого срока. Согласно ст. 123, Президент обязан убедиться, что предлагаемые меры имеют полную поддержку правительства и парламентского большинства и будут одобрены на ближайшей сессии. Президент обязан немедленно отозвать своё распоряжение, если основания для его введения были устранены. Хотя на практике распоряжения Президента стали рутинным действием, по духу ст. 123 такие распоряжения должны издаваться в исключительных и необычных обстоятельствах, для которых неприменимо существующее законодательство, и при первой возможности должны заменяться законами, принятыми по обычной парламентской процедуре. Распоряжения не могут противоречить нормам Конституции либо требовать принятия поправок в Конституцию.
Согласно решениям Верховного суда, Президент не имеет права снова издавать распоряжение, которое было уже отклонено Парламентом, и несёт моральную ответственность, если его распоряжения нарушают Конституцию, истекают автоматически без рассмотрения либо отклоняются Парламентом.

### Исполнительные
Исполнительная власть Президента осуществляется им напрямую и через подчинённые ему органы государственной власти (ст. 53). По ст. 70 парламент может наделить Президента дополнительными полномочиями, которые тот может передать губернаторам штатов (ст. 160). Союзные кабинет и премьер-министр обязаны помогать и советовать Президенту в целях исполнения его обязанностей. Однако согласно ст. 74 (2), правительство и премьер-министр не несут законодательной ответственности за советы Президенту. Президент и подчинённые ему должностные лица единолично отвечают за конституционность принимаемых ими решений и обязаны действовать только в соответствии с Конституцией, если советы правительства противоречат ей.

### Судебные
Как глава судебной власти, Президент назначает председателя Верховного суда и других его судей по совету председателя, и снимает их с должности по решению квалифицированного большинства (двух третей) обеих палат парламента. Президент назначает Генерального атторнея (прокурора) согласно ст. 76(1) (в отличие от некоторых других республик, генеральный прокурор является главным юрисконсультом и судебным представителем правительства в Верховном суде, а не главой исполнительного министерства — в качестве последнего выступает глава Министерства закона и юстиции, который является членом кабинета). Согласно ст. 143 Президент имеет право обращаться в Верховный суд за консультацией, а по ст. 88 может обязать Генерального прокурора присутствовать на заседании Парламента для наблюдения за законностью.

### Назначаемые должностные лица
Президент назначает премьер-министра — члена парламента, который имеет наибольшие шансы получить одобрение парламентского большинства. Согласно традиции, обычно это лидер парламентской партии или коалиции, которая имеет наибольшее количество мест по итогам прошедших выборов. Президент назначает членов кабинета министров по совету премьер-министра. Срок полномочий кабинета определяется «по желанию» Президента.
Президент назначает 12 членов верхней палаты за особые заслуги и достижения в области литературы, науки, искусства и общественной деятельности. До января 2020 года президент имел право назначить в нижнюю палату не более двух членов англо-индийского сообщества согласно ст. 331.
Президент назначает губернаторов штатов, срок полномочий которых определяется Президентом. Согласно ст. 156, Президент имеет право отозвать губернатора, нарушившего своими действиями Конституцию Индии.
Президент также назначает:
- председателя и других судей Верховного суда Индии и верховных судов штатов и территорий Индии;
- главного министра (мэра) государственной столичной территории Дели (ст. 239 AA 5);
- главного аудитора-контроллёра;
- главного комиссара и комиссаров комиссии по выборам;
- председателя и членов Комиссии Союза по государственной службе;
- генерального атторнея (прокурора);
- послов и представителей в другие страны (согласно спискам, составленным премьер-министром);
- других государственных служащих класса А.